# USS LST-27
O USS LST-27 foi um navio de guerra norte-americano da classe LST que operou durante a Segunda Guerra Mundial.